# Боскет
Боскет – (франц. bosquet од итал. boschetto = шумарак, мала шума) је формални насад дрвећа, најмање пет стабала исте врсте засађених да формирају квинкункс, или затворени простор омеђен строго правилно орезаним стаблима у густом шпалиру или редовима, тако да су у линији дуж оба лица боскета и граде зелено платно. Обично су правилног геометријског (најчешће правоугаоног) облика. Боскет је важан композициони елемент у француским вртовима ренесансе и барока, а симболизује поредак. Као засебна просторна јединица врта, боскет има свој садржај у средишњем делу на травној површини често у форми лавиринта или позоришта под ведрим небом, фонтана, цветних леја, амфитеатара, базена, скулптура... По том садржају боскет је најчешће добијао назив.
Простори унутар боскета у доба барока називали су се канцеларијама или зеленим салама, користили су се за свечаности, игре, плесове, позоришне представе, концерте и састанке одабраних особа. 

## Боскети уВерсајским вртовима
У Версајским вртовима, грађеним за Луја XIV, направљен је велики број боскета: боскет тријумфалне капије, боскет три фонтане, боскет Аполоново купање, камени боскет, краљичин боскет, bosquet de l’Etiole en travaux, дофенов боскет или северни квинкункс, Bosquet de la girandole или средњи квинкункс, Енкеладов боскет и боскет куполе, боскет извора касније боскет колонаде и Соба кестена.
Највећи број боскета направљен је непосредно после друге кампање градње Версајских вртова (1664-1668). Била је то права експанзија боскета. Шему боскета установљену током прве кампање, ле Нотр је повећао за 10:
- 1670. године Bosquet du Marais (Мочвара);
- 1671. године Bosquet du Théâtre d’Eau (Водени театар), Île du Roi (Краљево острво), Miroir d’Eau (Водено огледало), Salle des Festins - Salle du Conseil (Празнична сала-Сала Савета) и Bosquet des Trois Fontaines (Боскет три фонтане);
- 1672. године Labyrinthe (Лавиринт) и Bosquet de l’Arc de Triomphe (Боскет тријумфалне капије);
- 1675. године Bosquet de la Renommée - Bosquet des Dômes (Боскет познатих - Боскет куполе) и Bosquet de l’Encélade (Енкеладов боскет);
- 1678. године Bosquet des Sources (Боскет извора).

Током четврте фазе градње (1680-1687) модификована су или подигнута три велика вртна боскета. Почело је са Galerie des Antiques, боскетом изграђеним 1680. на месту раније, краткотрајне Водене галерије (Galerie d’Eau; 1678). Овај боскет је замишљен као отворена галерија у којој су приказани античке статуе и копије узете из Académie de France à Rome. Наредне године, почела је изградња Salle de Bal. Смештен у скровитом делу врта јужно од оранжерије, овај боскет је пројектован као амфитеатар са каскадама - једини преостали у вртовима Версаја. Salle de Bal је отворен 1685. балом чији је домаћин био Grand Dauphin, Louis de France син Луја XIV.
Између 1684. и 1685, Мансар (Jules Hardouin Mansart, 1646-1708) је изградио колонаду у ле Нотровом Боскету извора која је садржала кружни перистил формиран од тридесет два лука и двадесет осам фонтана и био је Мансаров најархитектонскији боскет изграђен у вртовима Версаја. У средиште је постављена статуа „Плутон отима Персефону" из Велике наруџбе.
У Великом Тријанону (Grand Trianon) у продужетку северног крака Великог канала, подигнутом по плану архитекте Мансара 1688, има неколико боскета по периферији врта северно и западно.

## Боскети у вртовимабечког Белведера
Сразмерно својој величини Белведере има знатно мање боскета од Версаја. Хилдебранд (Johann  Lukas von Hildebrandt, 1668-1745) аустријски архитекта образован у Италији их је сместио у доњем врту (Unteres Belvedere). После партера са фонтанама, идући ка југу и горњим вртовима (Oberes Belvedere), следе боскети, четири сеновита места са живим оградама, и укопаним партерима у средини (boulingrin). По два боскета су раздвојена главном осом врта и малим партерима. Боскети су једноставнији од захтева француских вртова.
И у осталим градовима [[|Аустријско надвојводство|Аустријског надвојводства]] грађени су барокни вртови. У Салцбургу, Хелбрун и Мирабел, су украшени за то доба модерним партерима и статуама, и, најважније од свега, очи посетилаца биле су усмерене ка боскетима, у којима су постигнути декоративни ефекти који су до тада били сасвим страни.

## БоскетиПетерхофа(Петергоф)
По оснивању Санкт-Петербурга 1703. године, настају не само палате цара и властеле, него и вртови. Цар Петар Велики је видео европске вртове на својим путовањима по Холандији, Енглеској и Немачкој. Године 1714. је направио велики врт у летњој палати на Острву адмиралитета. У боскетима Петерхофа су фонтане које илуструју Езопове басне. У боскетима је поред осталих водених уређаја, плачуће дрвеће; које је, наводно, осмислила омиљена метреса Луја XIV мадам де Монтеспан (Françoise Athénaïs de Rochechouart de Mortemart, marquise de Montespan, 1640-1707).
Иза дворца је Виши врт (Верхний сад) са својим фонтанама и Нептуном у средини одакле се зракасто распростиру широке стазе, ка партерима и боскетима.